# Satyrus thibetanus
Satyrus thibetanus är en fjärilsart som beskrevs av Rühl 1894. Satyrus thibetanus ingår i släktet Satyrus och familjen praktfjärilar. Inga underarter finns listade.